# Csapod
Csapod is een plaats (község) en gemeente in het Hongaarse comitaat Győr-Moson-Sopron, gelegen in het district Sopron. Csapod telt 588 inwoners (2015).

## Geografie
Csapod ligt in het westelijke deel van de Kleine Hongaarse Laagvlakte, in de buurt van de Rábaköz en het plateau van Rábca. 

## Geschiedenis
De naam van de nederzetting verschijnt voor het eerst in een chapud in 1257 in de vorm van Chapud.
In 1594 vernietigden de Turken de Rábaköz en daarmee de nederzetting. Rond 1660 bestond het dorp uit twee rijen huizen.

## Afbeeldingen

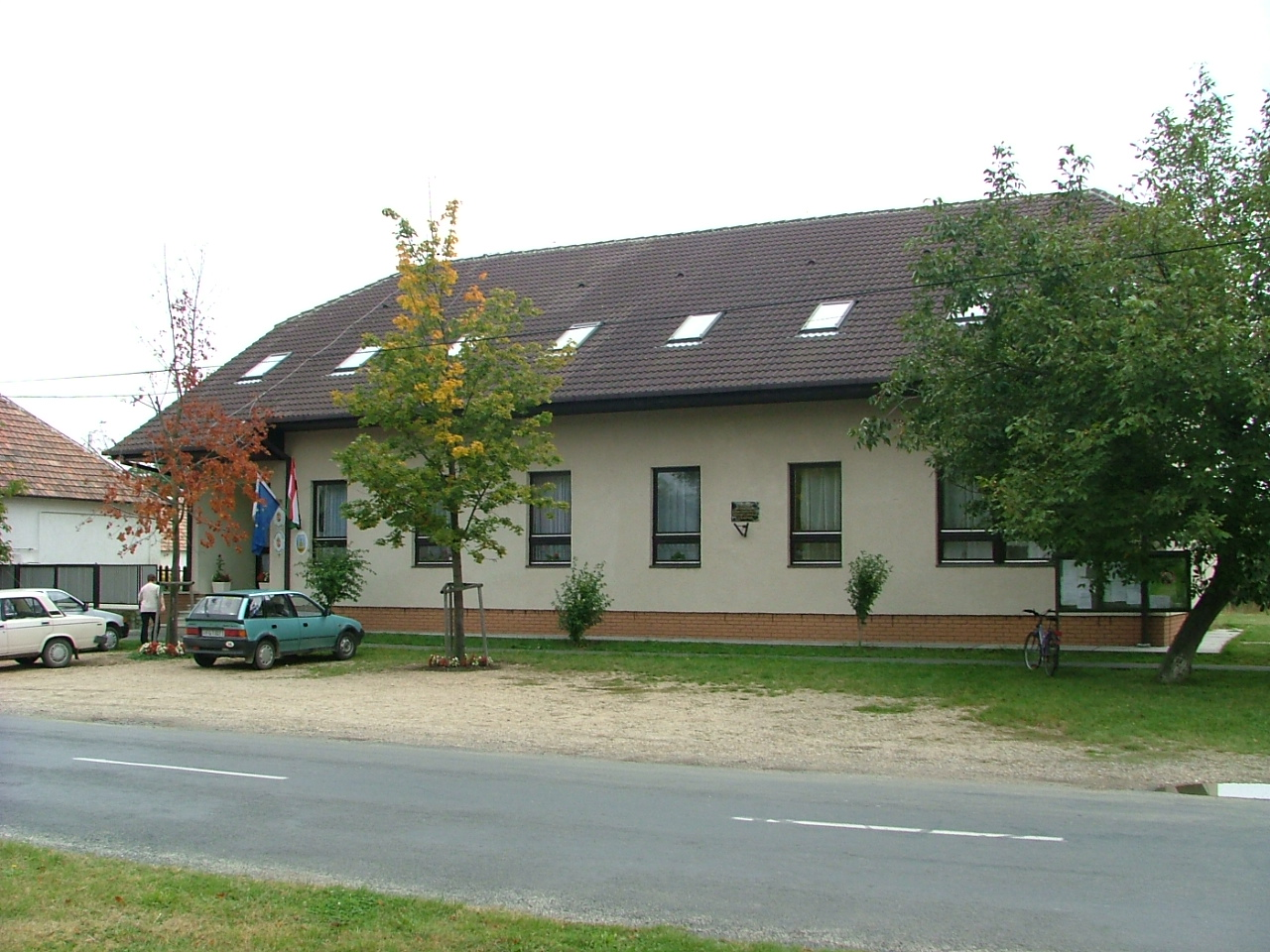
Dorpshuis
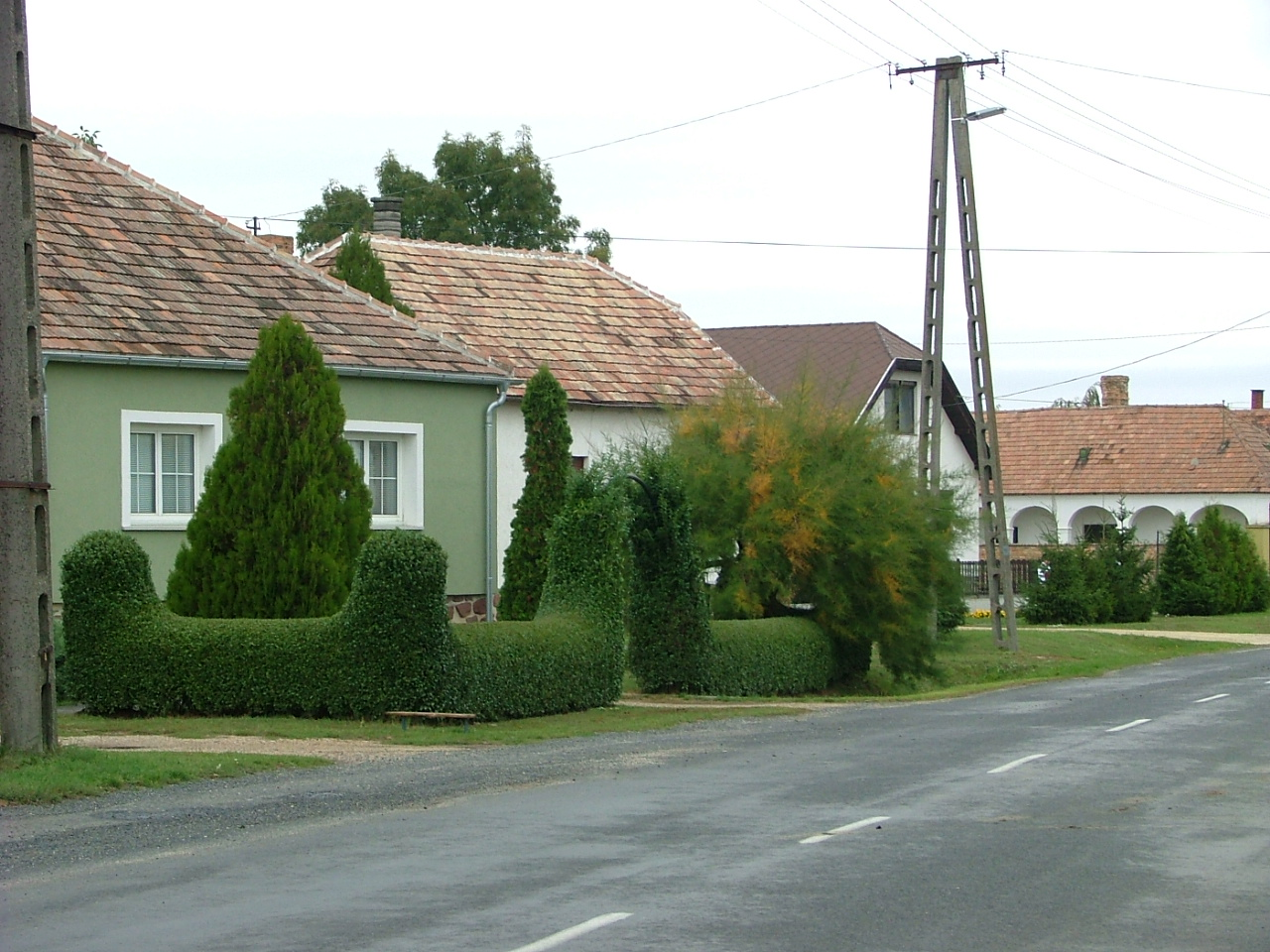